# Jasionna (stacja kolejowa)
Jasionna (stacja kolejowa) – stacja kolejki wąskotorowej w Jasionnie, w gminie Jędrzejów, w województwie świętokrzyskim. Na stacji zatrzymuje się ciuchcia express "Ponidzie".